# Victor Vran
Victor Vran est un jeu vidéo de type hack 'n' slash développé par Haemimont Games et édité par EuroVideo Medien, sorti en 2015 sur Windows, Mac et Linux.

## Accueil
- Jeuxvideo.com : 15/20[1]